# クリストファー・ドイル
クリストファー・ドイル（Christopher Doyle, 1952年5月2日 - ）は、オーストラリアの撮影監督、映画監督、俳優。アジア映画を中心に活躍し、杜可風という中国名を名乗っている。

## 来歴
シドニー出身。幼年期に日本文学を多読し、18歳から商船員、石油採掘などの仕事に就いた後、台湾・香港にて映画撮影の仕事を始める。ウォン・カーウァイ監督とは名コンビとして知られ『欲望の翼』から『愛の神、エロス』まで大半の作品を担当したほか、エドワード・ヤン、チェン・カイコー、チャン・イーモウなど、中華圏を代表する監督たちと仕事をしている。1999年『孔雀 KUJAKU』で映画監督デビュー。ハリウッドにも進出し、ガス・ヴァン・サントやM・ナイト・シャマランらと組んでいる。日本の映画人とも縁が深く、特に浅野忠信やオダギリジョーとは何度もコラボレーションしている。
手持ちカメラを主体とした激しいカメラワークと、スタイリッシュな画面構成や色彩構成を得意とする。

## 主な作品
- 海辺の一日 海滩的 一天 （1983）
- 欲望の翼 阿飞正传 （1990）
- 恋する惑星 重慶森林 （1994）
- 楽園の瑕 東邪西毒 （1994）
- 天使の涙 堕落天使 （1995）
- 男生女相 Yang±Yin: Gender in Chinese Cinema （1996）
- 花の影 風月（1996）
- wkw/tk/1996@/7'55"hk.net wkw/tk/1996@/7'55"hk.net （1996）
- ブエノスアイレス 春光乍洩 （1997）
- 初恋 初纏恋后的2人世界 （1997）
- モーテルカクタス Motel Seoninjang （1997）
- タイフーン・シェルター（1997年、フジテレビ）
- 孔雀 KUJAKU 三条人 （1998）（脚本・監督）
- サイコ Psycho （1998）
- リバティ・ハイツ Liberty Heights（1999）
- 花様年華 花様年華 （2000）
- 裸足の1500マイル Rabbit-Proof Fence （2002）
- THREE/臨死 三更 （2002、オムニバス（「going home」を担当））
- HERO 英雄 （2002）
- 地球で最後のふたり Ruang rak noi nid mahasan（2003）
- 緑茶 綠茶 （2003）
- 愛の落日 The Quiet American （2003）
- 2046 2046 （2004）
- DVD版『月刊 三浦理恵子』（2004）
- 愛の神、エロス Eros （2004、オムニバス（「エロスの純愛〜若き仕立屋の恋」を担当））
- 若き仕立屋の恋 Long version 愛神 手 （2004）……「エロスの純愛〜若き仕立屋の恋」のロング・バージョン。
- 美しい夜、残酷な朝 三更2 Three... Extremes （2005、オムニバス（「dumplings」を担当））
- 上海の伯爵夫人 The White Countess （2005）
- ウィンター・ソング 如果・愛（2005）
- レディ・イン・ザ・ウォーター Lady in the Water（2006）
- インビジブル・ウェーブ Invisible Waves（2006）
- パリ、ジュテーム Paris, je t'aime（2006）（脚本・監督、オムニバス（「ショワジー門（13区）」を担当））
- パラノイドパーク Paranoid Park（2007）
- リミッツ・オブ・コントロール The Limits of Control（2009）
- オンディーヌ 海辺の恋人 Ondine（2009）
- 海洋天堂 海洋天堂（2010）
- ラビット・ホラー3D（2011）
- UNDERWATER LOVE -おんなの河童-（2011）
- 最愛 最愛（2011）
- アメリカン・ドリーム・イン・チャイナ 中國合夥人（2013）
- 縁〜THE BRIDE OF IZUMO〜（2015）
- エンドレス・ポエトリー （2016）
- ある船頭の話（2019）
- ばるぼら（2020）

## 出演作品
- ラヴソング 甜蜜蜜 (1996)
- アンドロメディア (1998)
- 春田花花同學會 (2006)（日本未公開）

## 写真集
- 『バックリット・バイ・ザ・ムーン』 （1996年、リトル・モア）
- 1997（1996年、ロッキング・オン） ISBN 978-4947599452  写真集。返還間近の香港で緒川たまきを撮影。